# Botswanischer Pula
Der Pula ist die Währung Botswanas (ISO-Code: BWP). Ein Pula (Abkürzung: P) wird in 100 Thebe (t) unterteilt. Banknoten gibt es im Wert von 200 (seit November 2009), 100, 50, 20 und 10 Pula; Münzen in den Werten 5, 2 und 1 Pula, sowie 50, 25 und 10 Thebe.
Die Währung wurde nach dem Staatsmotto „Pula“, was so viel wie Regen heißt, bzw. nach einem feierlichen Willkommensgruß (etwa: „Es möge Regen kommen!“) benannt. Das Wort stammt aus der Sprache der Tswana. Dies verdeutlicht, wie wichtig Wasser und Regen den Menschen in Botswana sind. Regen und Reichtum sind hier untrennbar miteinander verknüpft.
Entsprechend bedeutet „Thebe“ auf Deutsch Regentropfen.

## Banknoten
| Serie von 2009 | Serie von 2009 | Serie von 2009 | Serie von 2009      | Serie von 2009 | Serie von 2009                                                                | Serie von 2009                                | Serie von 2009                       | Serie von 2009 |
| Abbildung      | Abbildung      | Wert           | Größe in Millimeter | Farbe          | Beschreibung                                                                  | Beschreibung                                  | Beschreibung                         |                |
| Vorderseite    | Rückseite      | Wert           | Größe in Millimeter | Farbe          | Vorderseite                                                                   | Rückseite                                     | Wasserzeichen                        |                |
| -------------- | -------------- | -------------- | ------------------- | -------------- | ----------------------------------------------------------------------------- | --------------------------------------------- | ------------------------------------ | -------------- |
|                |                | 10             | 132 × 66            | Grün           | Ian Khama, von 2008 bis 2018 Präsident Botswanas                              | Gebäude der Nationalversammlung               | Auf den Hinterbeinen stehendes Zebra |                |
|                |                | 20             | 138 × 69            | Rot            | Kgalemang Tumediso Motsete, Schriftsteller, Komponist, Politiker und Theologe | Fabrik                                        | Auf den Hinterbeinen stehendes Zebra |                |
|                |                | 50             | 144 × 72            | Braun          | Erster Präsident Botswanas Seretse Khama                                      | Schreiseeadler im Okawangodelta               | Auf den Hinterbeinen stehendes Zebra |                |
|                |                | 100            | 150 × 75            | Blau           | Gruppenportrait dreier Stammesführer (Sebele I, Bathoen I, Khama III.)        | Orapa-Diamantenmine und Diamantenbegutachtung | Auf den Hinterbeinen stehendes Zebra |                |
|                |                | 200            | 156 × 78            | Violett        | Lehrerin mit Kindern                                                          | Zebras                                        | Auf den Hinterbeinen stehendes Zebra |                |